# Полнарьова Лариса Анатоліївна
Лариса Анатоліївна Полнарьова (нар. 5 квітня 1958, Вінниця, УРСР) — радянська та російська шахістка, міжнародний майстер (1986). Шахова журналістка.
Чемпіонка РРФСР (1984). Учасниця чемпіонатів СРСР: 1984 — 12-13-е місце і 1987 — 18-е місце. Найкращі результати на міжнародних турнірах: Владимир (1979) — 2-5-е місця; Сочі (1985 і 1987) — 4-е та 3-4-е місця.